# Кызласова, Анна Герасимовна
Анна Герасимовна Кызласова  (19 декабря 1933, село Шурышево, Хакасская АО, РСФСР, СССР — 10 декабря 2006, Абакан, Республика Хакасия, Российская Федерация) — кандидат филологических наук (1980), литературовед, заслуженный учитель Республики Хакасия (1994), исследователь художественной эволюции жанров хакасской прозы, автор ряда пособий и учебных программ для школ Хакасии. Перевела на хакасский язык ряд произведений писателей разных народов.

## Биография
Родилась 19 декабря 1933 года в селе Шурышево Абаканского района Хакасской АО. Была родной сестрой хакасского писателя Николая Доможакова. 
Работала в области исследования хакасской прозы, её кандидатская диссертация называлась «Жанр романа в хакасской прозе». Также в 1980 году составила автореферат «Зарождение и развитие хакасской прозы». Её работами были учебные издания по хакасской литературе и научные труды о творчестве хакасских писателей, среди которых была и биография Николая Доможакова.
Скончалась в Абакане 10 декабря 2006 года.